# Борис (лунный кратер)
Кратер Борис (лат. Boris), не путать с кратером Боря (лат. Borya), — маленький ударный кратер в западной части Моря Дождей на видимой стороне Луны. Название дано по русскому мужскому имени и утверждено Международным астрономическим союзом в 1979 г. 

## Описание кратера

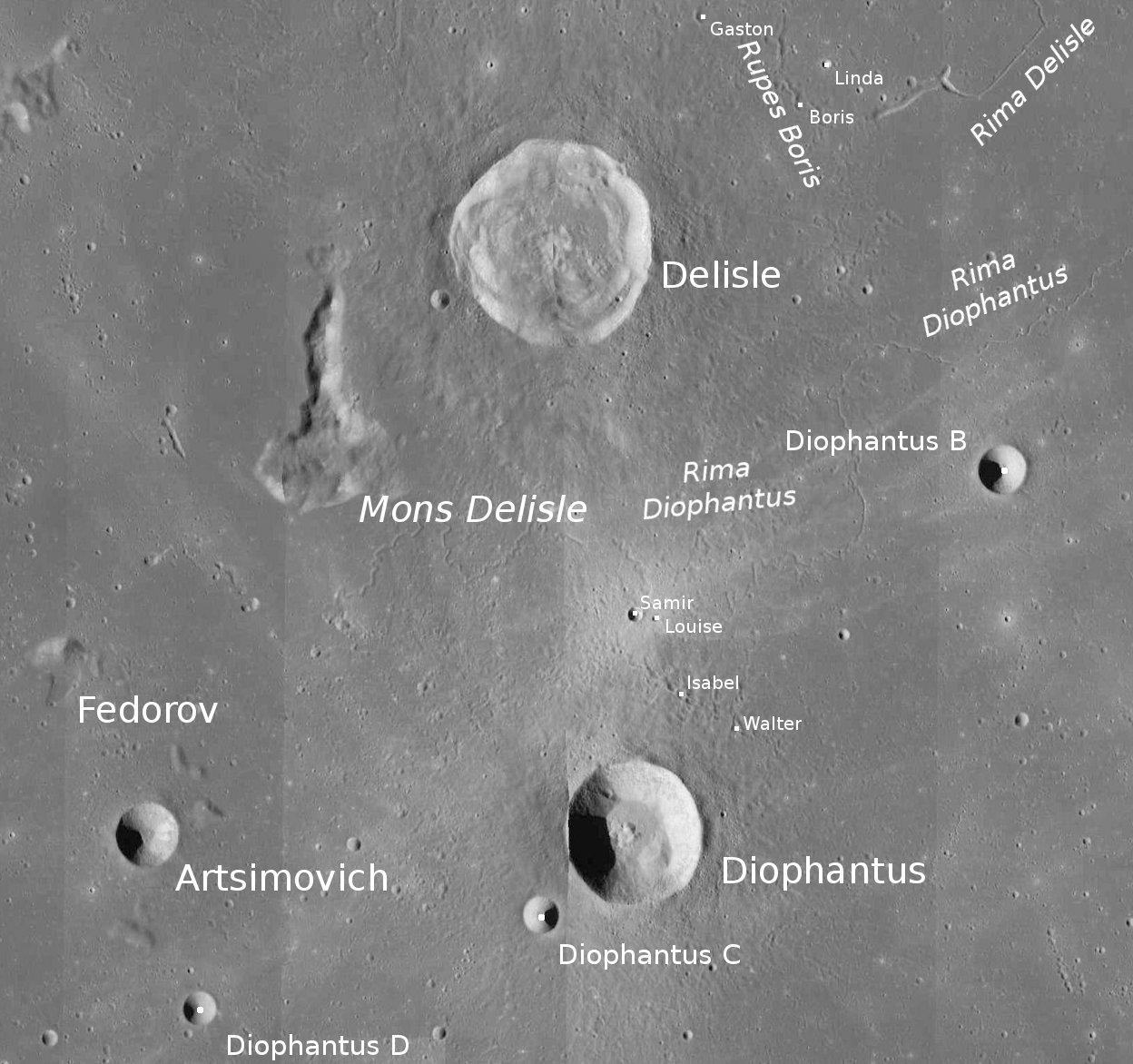
Окрестности кратера Борис. Снимок зонда Lunar Reconnaissance Orbiter.

Ближайшими соседями кратера являются маленький кратер Гастон на северо-западе; маленький кратер Линда на северо-востоке и небольшой кратер Делиль на юго-западе. На востоке от кратера находится борозда Делиля; на юго-востоке — борозда Диофанта, к северной стороне кратера примыкает уступ Бориса. Селенографические координаты центра кратера 30°32′ с. ш. 33°30′ з. д. / 30,53° с. ш. 33,5° з. д., диаметр 1,7 км, глубина 0,13 км.
Кратер представляет собой понижение местности неправильной формы.

## Сателлитные кратеры
Отсутствуют.